# Aloe brevifolia x humilis
Aloe brevifolia x humilis é uma espécie de liliopsida do gênero Aloe, pertencente à família Asphodelaceae.